# عبدالرضا داوری
عبدالرضا داوری (زاده ۳۱ فروردین ۱۳۵۲ در دامغان) فعال سیاسی، قائم مقام خبرگزاری ایرنا، خبرگزاری رسمی ایران بود و همچنین مدتی مدیر مسئولی روزنامه شهروند را به عهده داشت. وی همچنین مشاور وزیر کشور و رئیس مرکز مطالعات راهبردی و آموزش وزارت کشور بود و با روی کار آمدن دولت چهاردهم از دولت رئیسی انتقادات شدیدی می کند. 

## تحصیلات
داوری در سال ۱۳۷۰ از دبیرستان هشترودی دیپلم ریاضی و لیسانس و فوق لیسانس خود در مهندسی مکانیک را از دانشگاه تهران دریافت کرد.
وی در وبلاگ شخصی خود به دریافت درجه دکتری اقتصاد گرایش توسعه صنعتی از دانشگاه کارلینس نیویورک اشاره نموده‌است؛ که این مؤسسه یک مرکز آموزش از راه دور بوده و مدارک آن در آمریکا فاقد اعتبار است و به‌عنوان یک مدرک جعلی شناخته می‌شود که بدون سابقه علمی و با دریافت پول توسط مراکز نامعتبر صادر می‌شود. همچنین در رسانه‌های دولت نهم و دهم بارها از عبدالرضا داوری به عنوان دکتری مکانیک دانشگاه تهران یاد شده اما پیگیری‌های مکرر خبرنگاران دیگر رسانه‌ها از دانشکده فنی دانشگاه تهران و جستجو در لیست فارغ التحصیلان دانشگاه تهران برای یافتن نام فارغ‌التحصیلی با نام عبدالرضا داوری بی‌نتیجه بوده‌است. گفتنی است داوری پیش از حضور در دانشگاه تهران نیز در مقطع دکترای دانشگاه تربیت مدرس مشغول به تحصیل بوده که پس از سال‌ها تحصیل در این دانشگاه نیز نتوانسته مدرک دکتری دریافت کند.

## مناصب شغلی

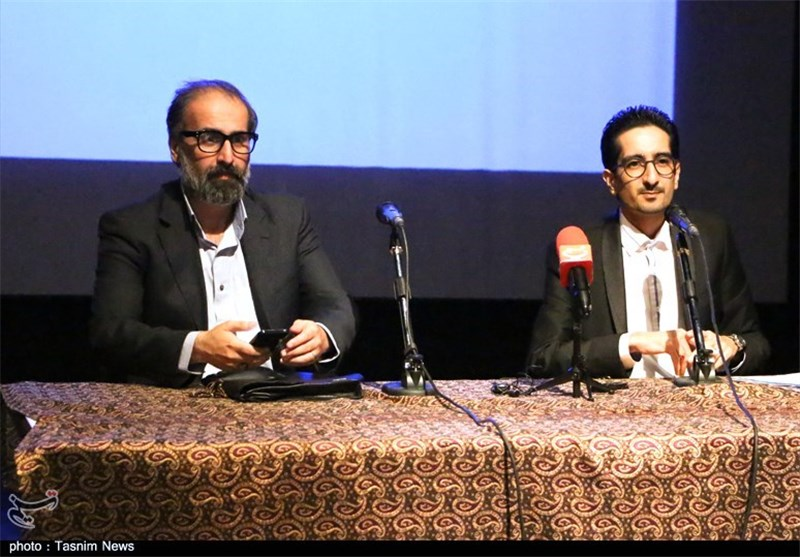
مناظره عبدالرضا داوری و پیام فضلی‌نژاد در دانشگاه صنعتی شریف پیرامون مکتب ایرانی و اندیشه‌های فکری احمدی‌نژاد و اطرافیانش

داوری در خرداد ۱۳۸۷ به عنوان مدیرکل پژوهش و جانشین معاون خبر و در تیر ۱۳۸۸ به عنوان قائم مقام مدیرعامل و معاون خبر ایرنا منصوب شد. او مدتی مدیر مسئولی روزنامه شهروند را نیز به عهده داشت.
او از مهر ۱۳۹۱ تا اردیبهشت ۱۳۹۲ مشاور وزیر کشور و رئیس مرکز مطالعات راهبردی و آموزش این وزارتخانه بود.
داوری عضو هیئت علمی پژوهشی دانشگاه تهران و جهاد دانشگاهی بود که در ۱ بهمن ۱۳۹۲ حکم اخراجش به وی ابلاغ شد و ظاهراً در دیدار با رئیس جهاد دانشگاهی عنوان شده که اخراجش به علت فعالیت‌های سیاسی بوده‌است. در سال ۱۳۸۹ به مدیرعاملی مؤسسه صندوق بازنشستگی صنایع مس ایران منصوب شد:. و در سال‌های پایان دولت دهم این سمت را برعهده داشت.
علی‌اکبر جوانفکر در خصوص شایعه مشاور بودن وی با محمود احمدی‌نژاد این ادعا را غیر واقعی اعلام کرد.

## جلب
در خرداد ۱۳۹۳ حکم جلب داوری صادر شد. اتهامات وی نشر اکاذیب و انتساب دروغ به مسئولان بوده‌است. عبدالرضا داوری نهایتاً از اتهامات وارده تبرئه شد.
داوری در مرداد ۱۳۹۳ در صفحه فیس بوک خود اتهاماتی را به ناطق نوری و برخی اعضای خانواده وی منتسب کرد که با شکایت ناطق نوری مواجه شد. شعبه ۱۵ دادگاه انقلاب پس از رسیدگی به پرونده متهم را به ۳سال حبس محکوم کرد. پیرو ابلاغ حکم، داوری در نامه‌ای به ناطق نوری از وی طلب حلالیت و رضایت و بخشش کرد که با پاسخ مثبت ناطق نوری مواجه شد. داوری ادعا کرده که مطالب مندرج بعد از هک شدن صفحه فیس بوک وی انتشاریافته که دادگاه این ادعای نامبرده را مردود دانسته‌است.
داوری به خاطر سه فقره کامنت در صفحه فیسبوکش، شهریورماه ۹۴ توسط قاضی صلواتی به اتهام توهین به رهبری به شش سال و نیم حبس محکوم شد. پس از اعتراض به این حکم، پرونده در دادگاه تجدیدنظر به ریاست قاضی زرگر مطرح و در این مرحله عبدالرضا داوری به سه سال حبس محکوم گردید.
در روز چهارشنبه ۱۰ خرداد ۹۶ مأموران دادستانی او را در محل کار دستگیر کرده و به زندان بردند تا ۳ سال حبس او سپری شود.
وی مجدداً در ۲۸ آبان ۱۳۹۸ به اتهام همکاری با آمدنیوز بازداشت شد.

## دیدگاه‌ها
وی در زمستان ۱۳۹۳ در خصوص اکبر هاشمی رفسنجانی گفت:
«ایشان با مواضعی که بعد از فتنه ۸۸ اتخاذ کردند هیچ جایگاهی در فضای حاکمیتی نظام جمهوری اسلامی نخواهند داشت و صرفاً در یک پست تشریفاتی مثل ریاست مجمع تشخیص مصلحت نظام نمی‌تواند فراتر نگاه کند. معتقدم به احتمال بسیار در انتخابات مجلس خبرگان آقای هاشمی رفسنجانی سال آتی رد صلاحیت می‌شود و همین کرسی معمولی در مجلس خبرگان را هم از دست خواهند داد.»
داوری در انتخابات ریاست جمهوری سال ۲۰۲۰ آمریکا از انتخاب مجدد رئیس‌جمهور دونالد ترامپ حمایت کرد. داوری مواضع ترامپ در دوره ریاست جمهوری اش در مورد «شکستن هژمونی و هیمنه آمریکا پس از جنگ جهانی دوم»، برگرداندن آمریکا به آمریکا، و امن تر شدن خاورمیانه در دوره او را مثبت ارزیابی کرد.

## شایعه خودکشی
منابع خبری صبح روز شنبه ۲۵ خرداد ۱۳۹۸ خبر خودکشی داوری و فوت او را منتشر کردند. این خبر توسط پلیس تهران بزرگ تأیید یا تکذیب نشد. او بعداً در کانال تلگرام خود این موضوع را تکذیب کرد.

## تهدید احمدی‌نژاد
در تاریخ ۱۲ خرداد ۱۴۰۰، در جریان رد صلاحیت محمود احمدی‌نژاد در انتخابات ریاست‌جمهوری ۱۴۰۰ و واکنش‌ها و انتقادات وی به ردصلاحیت خود، عبدالرضا داوری، احمدی‌نژاد را تهدید کرد که اگر به اعتراضات خود ادامه دهد، پرونده قتل کاظم سامی را که اطلاعات آن به تازگی به دستش رسیده بازخوانی خواهد کرد. در ۲ آذر ماه ۱۳۶۷ کاظم سامی که سابقه وزارت بهداری در دولت موقت مهندس بازرگان و نامزدی در اولین انتخابات ریاست جمهوری و همچنین نمایندگی اولین مجلس شورای اسلامی را داشت در مطب خود که در طبقه پایین منزل وی قرار داشت مورد ترور با ضربات چاقو قرار گرفت و درگذشت. وی از چهره‌های نزدیک به حسینعلی منتظری بود.

## حکم حبس و شلاق
در هفتم امرداد ۱۴۰۴، عبدالرضا داوری به اتهام ادعاهایی در مورد یحیی سنوار و فریدون عباسی به ۶ ماه حبس و شلاق و ممنوعیت فعالیت در رسانه‌های اجتماعی محکوم شد. 